# Heilgard Asmus
Heilgard Asmus, geb. Kuhn (* 8. Dezember 1958 in Lehnin, Kreis Brandenburg, DDR) ist eine evangelische Theologin und war von 2010 bis 2020 Generalsuperintendentin für den Sprengel Potsdam der Evangelischen Kirche Berlin-Brandenburg-schlesische Oberlausitz (EKBO).

## Leben und Wirken
Heilgard Asmus ist im Pfarrhaus in Hohenmölsen groß geworden. Trotz guter Zensuren wurde sie nicht zur Erweiterten Oberschule zugelassen und absolvierte eine Berufsausbildung mit Abitur.
Im Jahre 1978 nahm Asmus an der Universität in Jena das Studium der Theologie und Religionswissenschaft auf. Ihr Vikariat absolvierte sie in der Auferstehungsgemeinde in Brandenburg an der Havel.
Im Jahre 1987 übernahm Heilgard Asmus ihre erste Pfarrstelle an der Gotthardt-Kirchengemeinde in Brandenburg an der Havel. Gleichzeitig war sie als Krankenhausseelsorgerin im Klinikum Brandenburg tätig sowie als Dozentin für Seelsorge im landeskirchlichen Bildungswerk.
Von 1999 bis 2004 war Asmus Leiterin des Pastoralkollegs der EKBO zur Aus- und Fortbildung von Geistlichen.
Im Jahre 2004 wurde sie zur Generalsuperintendentin für den Sprengel Cottbus gewählt und trat dieses Amt im Jahre 2005 an. Als im Jahre 2010 im Rahmen von Strukturreformmaßnahmen die Sprengel Cottbus und Görlitz zum Sprengel Görlitz fusioniert wurden, fiel die Generalsuperintendentur Cottbus weg. Heilgard Asmus kandidierte im März 2010 zum Generalsuperintendentur-Amt für den Sprengel Potsdam, dessen bisheriger Amtsinhaber Hans-Ulrich Schulz Ende Februar 2010 in den Ruhestand getreten ist. Die Wahlentscheidung wurde am 27. März vorgenommen. Am 15. Juli 2010 trat sie das Amt als Generalsuperintendentin des Sprengels Potsdam an. Ihre offizielle Amtseinführung durch Bischof Markus Dröge erfolgte am 28. August 2010.
Sie gehört dem Domkapitel Brandenburg an.
Asmus ist seit 1979 mit dem Psychologen Frank Asmus verheiratet und Mutter von drei Kindern.
In einem festlichen Gottesdienst am 23. August 2020 in der St. Nikolai-Kirche Potsdam wurde Heilgard Asmus von Bischof Christian Stäblein von ihrem Amt entpflichtet und verabschiedet. Sie übernahm stattdessen Aufgaben in der theologischen Erwachsenenbildung der Landeskirche für Haupt- und Ehrenamtliche und ist nunmehr im Ruhestand. Ihr Nachfolger ist Kristóf Bálint.

## Ehrungen
- 2016: Verdienstorden des Landes Brandenburg[3]

## Äußerungen
Im Zusammenhang mit der Annahme von Spenden der „Stiftung Preußisches Kulturerbe“ durch Brandenburger Gemeinden, entstand durch Verkürzungen eines Interviews zu einem Beitrag im rbb der Eindruck, Asmus habe Zweifel an der deutschen Alleinschuld am Ausbruch des Zweiten Weltkriegs. Dieser Darstellung wurde umgehend widersprochen.